# Тюнк, Ирен
Ирен Тюнк (25 сентября 1935 — 16 января 1972) — французская модель и актриса.

## Биография
Ирен начинала карьеру как модель. Тюнк победила на конкурсе красоты «Мисс Франция» в 1954 году, после чего стала актрисой.
Ирен дебютировала в кино в 1954 году в итальянских фильмах режиссёров Джузеппе Бенатти и Лючано Эммера. Среди знаменитых ролей — Кристина Сагредин в экранизации романа Беатрис Бек «Леон Морен, священник» (1961). Играла в фильмах своего мужа режиссёра Алена Кавалье. В 1971 году вместе с другими известными феминистками Франции подписала «Манифест 343» в защиту прав женщин на аборты.
Погибла в автокатастрофе под Версалем на 37-м году жизни.